# Rulo
Rulo – wieś w Stanach Zjednoczonych, w stanie Nebraska. W 2010 roku liczyła 172 mieszkańców.